# 莫内斯
莫内斯（法語：Monès，法語發音：[mɔnɛs]）是法国上加龙省的一个市镇，属于米雷区。

## 地理
莫内斯（43°24'54"N, 1°2'12"E）面积2.52 平方千米，位于法国奧克西塔尼大區上加龙省，该省份为法国西南部内陆省份，西南端与西班牙接壤，自此顺时针与上比利牛斯省、热尔省、塔恩-加龙省、塔恩省、奥德省和阿列日省接壤。
与莫内斯接壤的市镇（或旧市镇、城区）包括：福尔格、勒潘米尔莱、普拉尼奥勒、莱蒙。

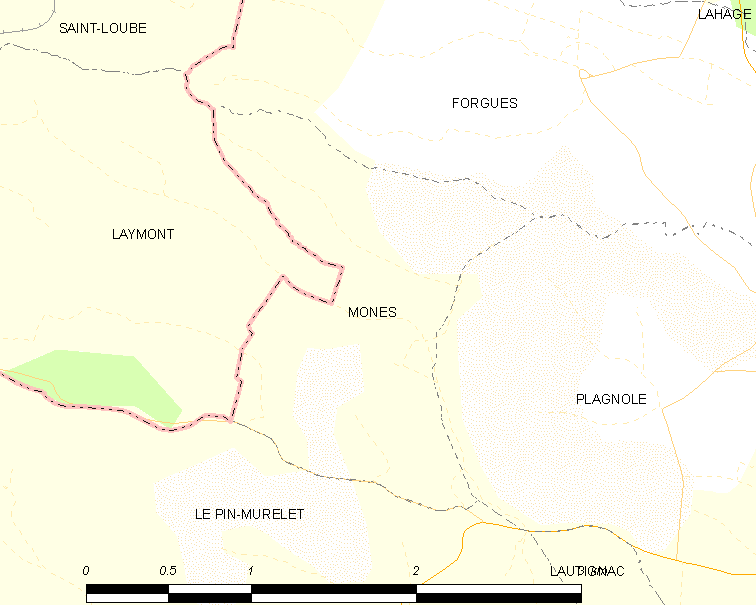
莫内斯的OSM定位图

莫内斯的时区为UTC+01:00、UTC+02:00（夏令时）。

## 行政
莫内斯的邮政编码为31370，INSEE市镇编码为31353。

## 政治
莫内斯所属的省级选区为卡泽尔县。

## 人口

1962-2008年间莫内斯人口变化图示

莫内斯于2022年1月1日时的人口数量为88人。